# コイル

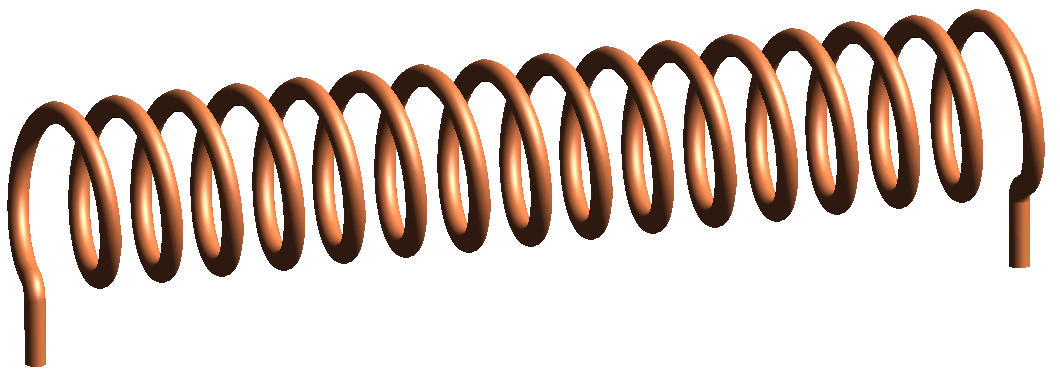
ソレノイド

コイル（英語: coil）とは、針金などひも状のものを、螺旋状や渦巻状に巻いたもののことである。電気回路における素子として用いられるほか、ばねとしても利用される。明治末から昭和前期には線輪（せんりん）とも言われた。

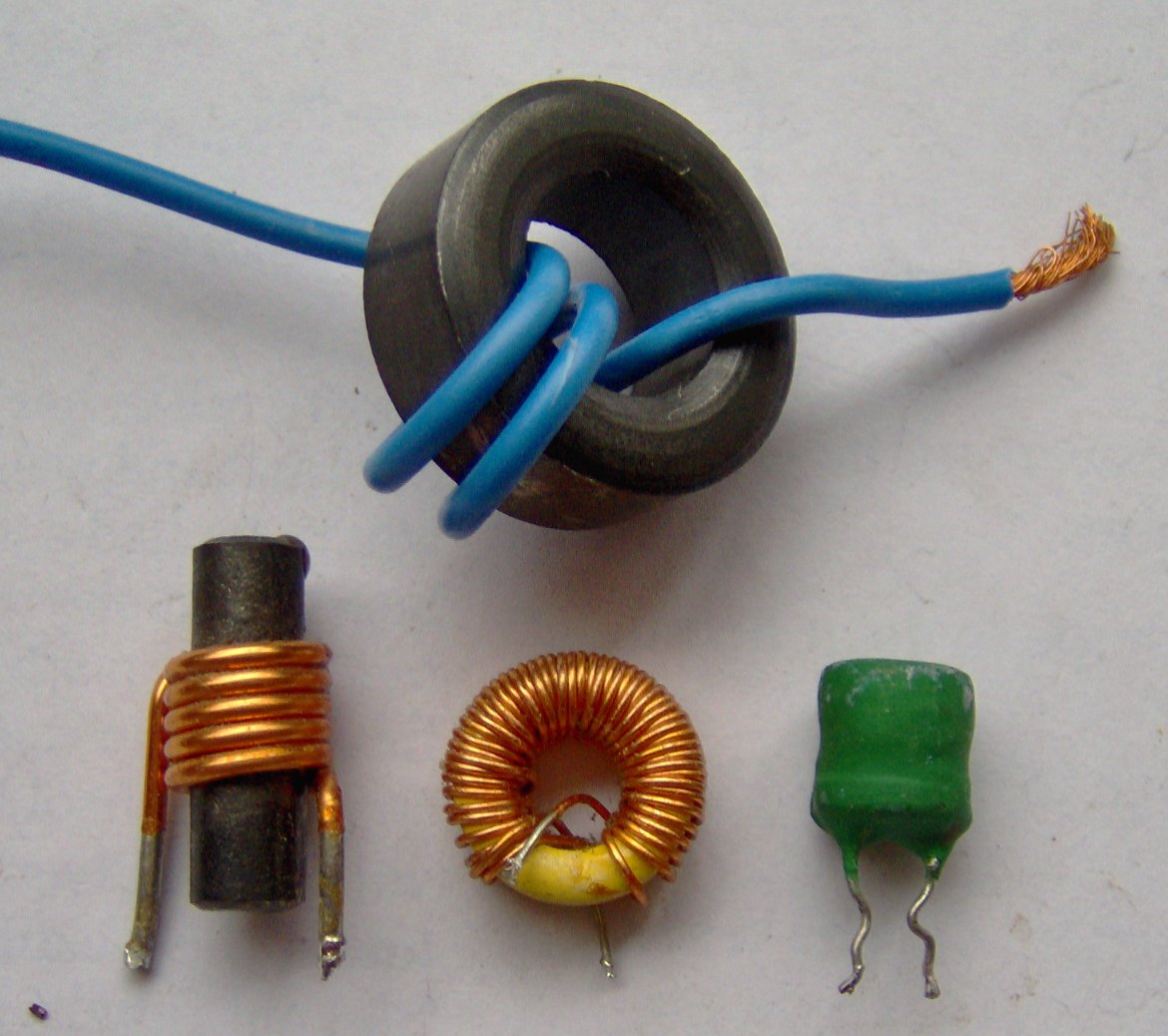
コイルおよびフェライトコア

## 回路素子としてのコイル

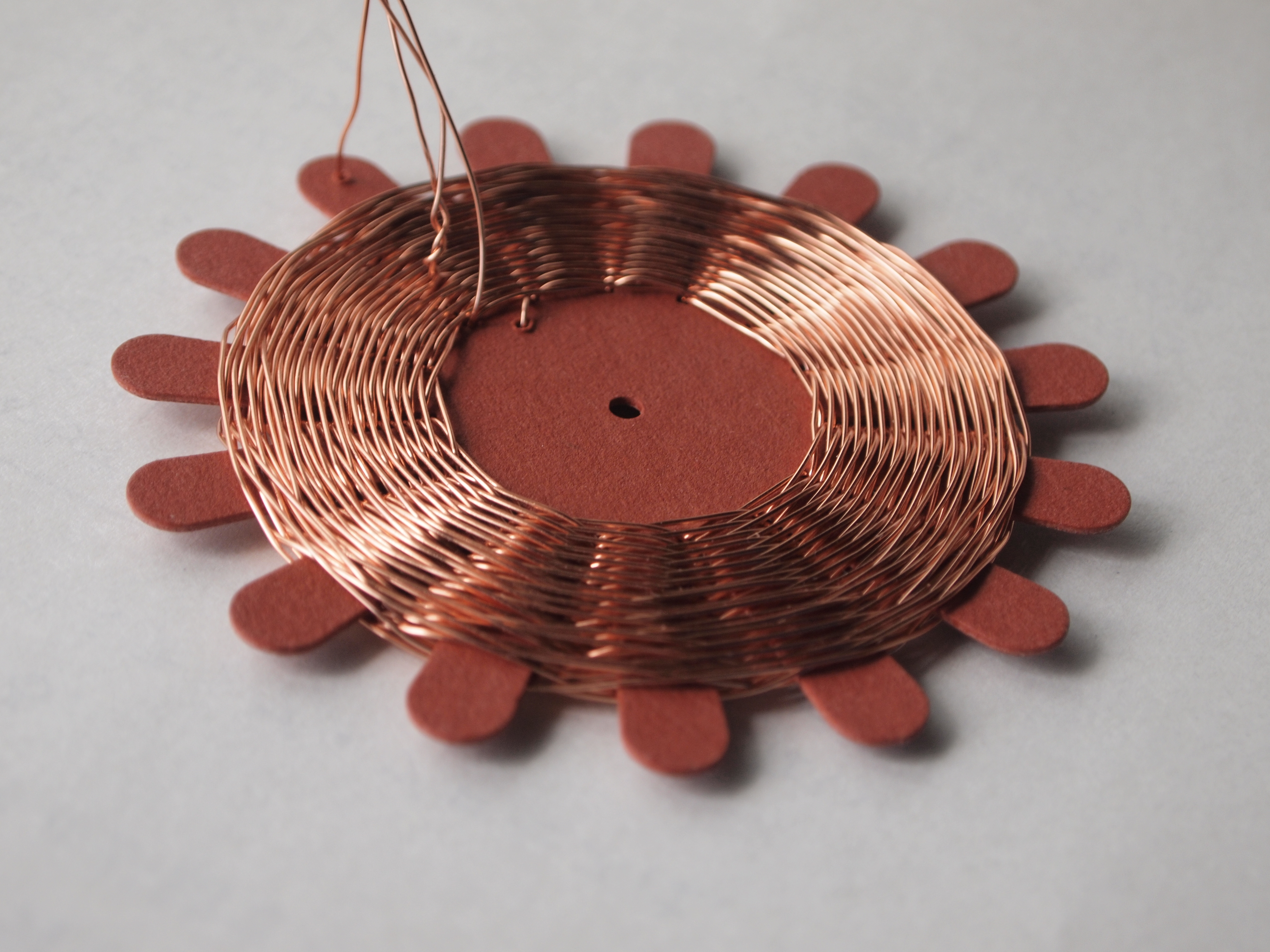
スパイダーコイル

コイルに利用する電線を巻線という。コイルの性質を変化させるために、コイルの中に入れられる強磁性体の部品を磁心という。磁心が無いコイルは、空芯コイルという。

コイルを利用した変圧器

### 用途
電磁誘導を利用した例
- インダクタ
- 電磁石・ソレノイド、電動機の主要要素など
- 変動磁場から電気エネルギーを取り出す - 発電機や誘導コイル、磁気センサ（の実現方法のひとつ）など
- 変圧器
- ループアンテナ

その他
- 電熱器や電灯などのフィラメントなどで効率よく発熱を利用するため
- 抵抗器（巻線抵抗）

### 電気用図記号
インダクタの電気用図記号

IECのインダクタ記号
磁心入りのインダクタ (IEEE Std 315)
IECの分岐されたインダクタの図記号

その他の回路図記号

アメリカの継電器記号 SPST, SPDT, DPST, DPDT
トランスの回路図記号

## コイルばね
このばね類の特徴として、荷重と変形に比例関係が得られる、環境耐性がある、安価で大量生産可能といった特徴がある。受ける荷重の種類によって、圧縮コイルばね、引張コイルばね、ねじりコイルばねといった種類に分けられる。

圧縮コイルばね
引張コイルばね
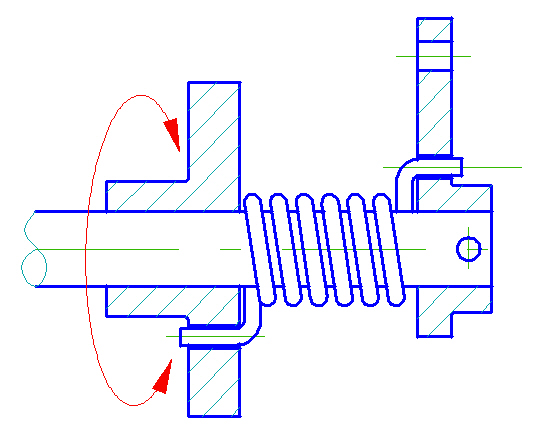
ねじりコイルばねの図

## 注
1. ↑  たとえば1907年『文明利器電話機使用問答』全国書誌番号:40067160の目次に「六 誘導線輪・自第二十四問至第二十六問」とある。また、昭和14年内閣告示第1号、電気関係標準用語にもある。
2. ↑  ブリタニカ国際大百科事典 小項目事典　磁心（じしん、magnetic core）
3. ↑  門田和雄 著（日本語）『絵とき「機械要素」基礎のきそ』日刊工業新聞社、2006年4月21日、166頁。ISBN 978-4-526-05655-0。
4. ↑  ばね技術研究会 編（日本語）『ばねの種類と用途例』（初版）日刊工業新聞社〈ばね技術シリーズ〉、1998年、6頁。ISBN 4-526-04232-3。